# Конфедерация коренных народов Эквадора
Конфедерация коренных народов Эквадора (исп. La Confederación de Nacionalidades Indígenas del Ecuador) или CONAIE — самая большая организация индейцев Эквадора. Создана в 1986. Известна своими маршами протеста. CONAIE был главной движущей силой в свержении президента Лусио Гутьерреса.
На основе этой организации была создана Конфедерация коренных народов эквадорской Амазонии.